# Faget-Abbatial
Faget-Abbatial település Franciaországban, Gers megyében. Lakosainak száma 215 fő (2022. január 1.). Faget-Abbatial Lartigue, Lamaguère, Monferran-Plavès, Sémézies-Cachan, Simorre és Traversères községekkel határos.

## Népesség
A település népességének változása:
| Lakosok száma | 226  | 217  | 201  | 228  | 225  | 221  | 218  | 217  | 218  | 215  |
|               | 1968 | 1982 | 1990 | 2006 | 2013 | 2015 | 2017 | 2019 | 2020 | 2022 |